# جو فاگان

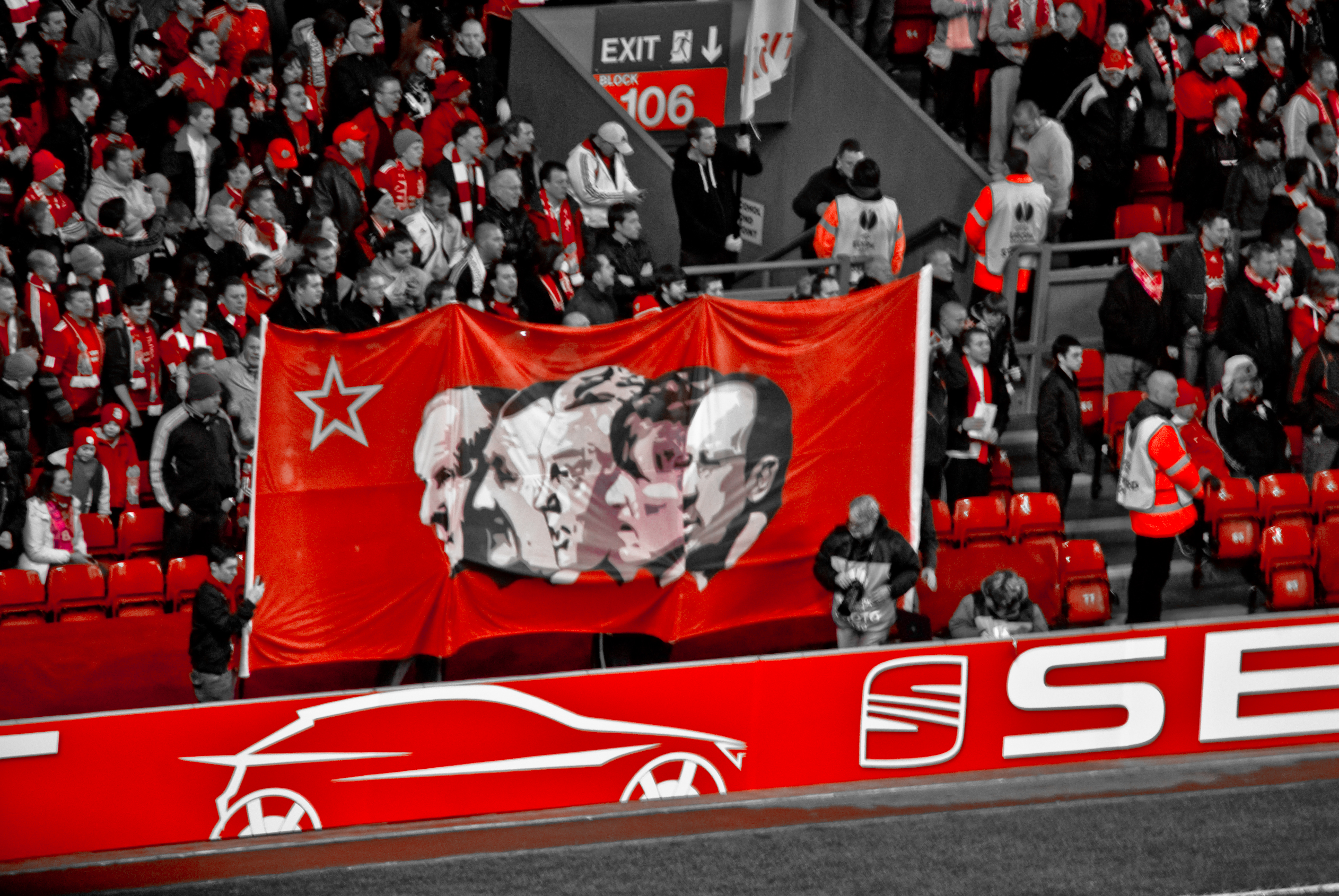
چهره «جو فاگان» در بنر مربیان محبوب هواداران لیورپول

جوزف "جو" فاگان (به انگلیسی: Joseph "Joe" Fagan) (زادهٔ ١٢ مارس ١٩٢١ در لیورپول – درگذشتهٔ ٣٠ ژوئن ٢٠٠١ در لیورپول) بازیکن و مربی فوتبال اهل کشور انگلستان بوده‌است. او از سال ١٩٥٩ در کنار باب پیسلی و بیل شنکلی در کادر مربیگری لیورپول حضور داشت. او در ابتدا مربی تیم جوانان بود و ستاره‌هایی همچون یان کلهن،راجر هانت و تامی اسمیت را پرورش داد.
فاگان پس از بازنشسته شدن پیزلی در سال ١٩٨٣ سرمربیگری لیورپول را بر عهده گرفت اما تنها دو سال بعد، پس از وقوع فاجعه ورزشگاه هیسل از سرمربیگری این تیم استعفا داد.

## دوران بازیگری
جو فاگان فوتبال را از باشگاه محلی ارلستون بوهمینز آغاز کرد. هنگامی که هفده سال داشت، جورج کی سرمربی وقت لیورپول به او قراردادی پیشنهاد داد. با این حال فاگان که در آن زمان ١٧ سال داشت آن را رد کرد. زیرا فکر می‌کرد که فرصت کمی برای بازی به او می رسد. پس از رد قرارداد لیورپول، فاگان به منچستر سیتی پیوست. او در آنجا پیشرفت خوبی داشت ولی وقوع جنگ جهانی دوم و تعطیلی لیگ، پیشرفت او را متوقف ساخت.
پس از تعطیلی لیگ، باشگاه منچستر سیتی به فاگان که به خاطر سن کمش هنوز ملزم به حضور در جنگ نشده بود، اجازه داد تا برای باشگاه هاید به میدان برود. این باشگاه در لیگ محلی بازی میکرد و تعطیلی لیگ شامل آن‌ها نمی شد. فاگان در کل ٢٦ بار برای این تیم به میدان رفت و نقدهای مثبتی از سوی رسانه‌های محلی دریافت کرد.
در فصل ١٩٤٠-٤١، لیگ به صورت موقت از تعطیلی خارج شد و فاگان به منچستر سیتی بازگشت. پس از مدتی او تصمیم گرفت به صورت داوطلبانه به جبهه برود و در نیروی دریایی استخدام شد اما پس از مدتی متوجه شد که به علت دریازدگی نمی‌تواند در دریا کار کند. او به مصر فرستاده شد و در آنجا در اداره تلگراف مشغول به کار گردید.
با پایان جنگ جهانی، فاگان به منچستر سیتی بازگشت. او به یکی از ارکان کلیدی تیم تبدیل شد و در سال ١٩٤٦-٤٧، به همراه من سیتی قهرمان دسته دوم شد و به دسته اول صعود کرد. فاگان در بین هواداران نیز محبوبیت زیادی داشت؛ پس از آنکه منچستر سیتی در فصل ١٩٤٩-٥٠ دوباره به دسته پایین‌تر سقوط کرد، فاگان با تیم ماند و بازوبند کاپیتانی را به بازو بست.
در سال ١٩٥١، پس از آنکه فاگان به دلیل شکستگی پا مجبور به ترک منچستر سیتی شد، به باشگاه آماتور نلسون رفت و در آنجا به عنوان بازیکن مربی مشغول به کار شد.

## دوران مربیگری
فاگان مربیگری را با تیم نلسون آغاز کرد. او در آنجا بازیکن - مربی بود و در نخستین فصل مربیگری اش موفق شد با این تیم قهرمان شود. فاگان پس از ترک نلسون، تصمیم گرفت برای مدت کوتاهی به همراه تیم برادفورد پارک آونیو به فوتبال حرفه‌ای بازگردد؛ او دوران کوتاهی را نیز در آلترینچام گذراند و پس از آن، به عنوان کمک مربی در تیم راچدیل مشغول به کار شد.